# IC 2367
IC 2367 — галактика типу SBb (компактна витягнута галактика) у сузір'ї Корма.
Цей об'єкт міститься в оригінальній редакції індексного каталогу.